# Corriere di Torino
Il Corriere di Torino (e della Provincia) è stato un periodico della carta stampata di informazione culturale interregionale di Torino.
Fu fondato nel 1954. Fu, per qualche tempo, unito al settimanale d'informazione Il Monitore valdostano , e così diffuso anche in Valle d'Aosta.
Negli anni novanta, il direttore editoriale fu Giovanni Cordero, il direttore responsabile Ennio Pedrini, già fondatore di Radio Tele Kitsch, negli anni settanta, e vicedirettore fu Massimo Giusio, che attualmente (2006) dirige Piemontenews.it.
Caporedattore in quel periodo fu Massimiliano Quirico. Le pubblicazioni, quindicinali, riguardavano l'attualità e le proposte del territorio, dagli spettacoli cinematografici e teatrali agli eventi letterari, con interviste, recensioni a mostre d'arte o a libri. L'interesse della rivista era rivolto anche all'editoria elettronica. In prima pagina, v'era l'editoriale di Cordero. A seguire, le varie rubriche: Attraversamenti di Edoardo Stradella, Sotto la lente di Wolfgang Cecchin, Percorsi dell'arte di Paola Malato, Astrolabio di Loredana Carena, Viaggi e Viaggiatori di Claudia Cassio, Fax line di Salvino Troccoli, Wunderkammer di Donatella Taverna, Discutiamone di Willy Beck, L'angolo filatelico di Catia Bruzzo, Incontri con la scienza di Stefania Dessì, L'angolo del cinema di Giancarlo Pastore, Religione e società di Dario Coppola. Inoltre, v'erano le segnalazioni degli appuntamenti culturali in città e provincia, nelle rubriche Paradigmi per il futuro e Gallerie d'arte in primo piano. E, in controcopertina, la rubrica di Antonio Miredi Fine secolo. Nuovo Millennio.